# Serge-Didier Kimoni
Serge-Didier Kimoni ou Serge Kimoni, né le 8 mars 1965 et mort le 13 mai 2023 à Liège en Belgique, est un footballeur belge d'ascendance congolaise jouant au poste de défenseur.

## Biographie
Né en Belgique de parents belgo-congolais, Serge-Didier a deux frères , aussi footballeurs professionnels : Daniel, défenseur international du KRC Genk, et Donatien, milieu de terrain au RFC Liège, tous deux retirés du football professionnel.
Il décède le 13 mai 2023 en se noyant dans la Meuse à Liège au volant de sa voiture.

### Carrière en club
Formé comme défenseur, Serge-Didier Kimoni fait ses débuts en équipe première au RFC Seraing. 
International espoir des Diables Rouges, il est transféré au FC Bruges en 1987 et y reste jusqu'en 1990. Durant cette période, il est deux fois champion de Belgique avec les Blauw en Zwart, en 1988 et 1990. Il est également demi-finaliste de la Coupe de l'UEFA en 1988, battu par l'Espanyol de Barcelone.
Il retourne ensuite au RFC Seraing et, hormis une saison à ACHE, y reste jusqu'en 1996 date à laquelle le club est relégué et absorbé par le Standard de Liège.
Après 1996, le Liégeois poursuit sa carrière en Division inférieure dans de nombreux clubs : notamment au CS Sedan Ardennes, en Division 3 française.

### Equipe nationale
Il est retenu pour un match de qualification pour l'Euro 1988, avec les Diables Rouges le 11 novembre 1987 (Belgique-Luxembourg, 3-0) mais il n'entre pas en jeu. Cela reste sa seule sélection en équipe nationale.

## Palmarès
- Club Bruges KV
  - Demi-finaliste de la Coupe de l'UEFA en 1988
  - Champion de Belgique en 1988
  - Champion de Belgique en 1990
- CS Pétange
  - Vainqueur de la Coupe du Luxembourg en 2005